# Gonomyia (Gonomyia) ravana
Gonomyia (Gonomyia) ravana is een tweevleugelige uit de familie steltmuggen (Limoniidae). De soort komt voor in het Oriëntaals gebied.